# Сан-Андресські угоди
Сан-Андресські угоди — це угоди, досягнуті між Сапатистською армією національного визволення та урядом Мексики, який на той час очолював президент Ернесто Седілло. Угоди були підписані 16 лютого 1996 року в Сан-Андрес-Ларраінсар, Чіапас, і надали автономію, визнання та права корінному населенню Мексики.
Угоди базувалися на п'яти принципах основної поваги до різноманіття корінного населення Чіапас, збереження природних ресурсів на територіях, які використовуються та зайняті корінними народами, більш широка участь корінних громад у прийнятті рішень та контроль громадськості. витрати, участь громад корінних народів у визначенні власних планів розвитку, а також автономія громад корінних народів та їхнє право на вільне визначення в рамках держави.
Вони були обговорені та схвалені представниками всіх корінних громад Мексики та перекладені на десять корінних народів. Проте президент Седілло та Інституційно-революційна партія (PRI) проігнорували домовленості та натомість збільшили військову присутність за політичної підтримки інших важливих політичних партій – Партії демократичної революції та Партії національної дії.

## Історія

Ларраінсар, Чьяпас

16 лютого 1996 року Сапатистська національно-визвольна армія (EZLN) створила та підписала перший етап Сан-Андресських угод. Пізніше того ж дня федеральний уряд Мексики погодив умови та також підписав угоди. Обидві групи підписали угоди в присутності CONAI (Національний комітет посередництва — Comisión Nacional de Intermediación) на чолі з єпископом Самуелем Руїсом і COCOPA (Комісія згоди та умиротворення).
Створення та підписання цих угод відбулося після численних переговорів між сапатистами та федеральним урядом Мексики. Ці переговори почалися в січні 1996 року. Більшість включали діалог і дискусії про права та культуру корінних народів Мексики.
Основними темами, які обговорювали дві групи на цих зустрічах, були:
1. Основна повага та визнання різноманіття корінного населення Чіапас
2. Збереження природних ресурсів на землях, зайнятих корінним населенням
3. Більша участь окремих осіб у громадах корінних народів у прийнятті рішень і контролі державних витрат
4. Більше участі корінних жителів у їхніх громадах у прийнятті рішень щодо власних планів розвитку, включаючи контроль над їх власною політичною та судовою політикою
5. Автономія корінних громад та їх право брати участь у справах штату[1]

Після конкретної розмови в Сан-Андрес-Ларраінсарі щодо цих самих питань у січні 1996 року сапатисти і федеральний уряд Мексики вирішили розробити та підписати Сан-Андресські угоди. Угоди були розроблені для вирішення цих питань, які обидві групи вважали важливими для задоволення потреб корінного населення. Після того як обидві групи підписали угоди, громадяни Чіапаса відчули полегшення з новою надією, що тепер у Чіапасі буде мир. Багато жителів Чіапасу відчули полегшення від того, що федеральний уряд Мексики активно веде переговори та бере участь у переговорах з сапатистими.
Перші етапи Сан-Андресських угод, підписаних двома групами, повинні були ознаменувати початок переговорів і мирних переговорів. У Сапатистської національно-визвольної арміʼ склалося враження, що подальші обговорення з федеральним урядом зрештою призведуть до більшої кількості положень, які будуть важливими для вирішення більшої кількості проблем, з якими стикається корінне населення. Деякі з цих питань включали нестандартні умови життя для корінних народів у Чіапасі, розвиток корінних громад і ситуації, з якими стикаються жінки в Чіапасу.
Незважаючи на початкові спроби примирити відносини між Сапатистською національно-визвольною армєю і федеральним урядом Мексики, федеральний уряд Мексики не виконав своїх обіцянок. Жодне з питань, які обговорювалися в Сан-Андресських угодах, не було розглянуто так, як чекали та сподівалися корінні жителі Чіапасу. Натомість у громади Чьяпаса частіше, ніж раніше, проникали мексиканські військові та воєнізовані групи. За даними CONAI, яка діяла як посередницька група між Сапатистською національно-визвольною армією і федеральним урядом, офіційні особи мексиканського уряду відмовилися спілкуватися або залучати учасників для другого раунду обговорень щодо корінного населення.
29 серпня 1996 року Сапатистська національно-визвольна армія відмовився продовжувати переговори з федеральним урядом Мексики, поки уряд не виконає п'ять конкретних положень, про які вони домовилися. П'ять положень були такими:
1. Уряд повинен виконати свої зобов'язання з тих частин оригінальних Сан-Андресських угод, які стосувалися питань прав і культури корінного населення
2. Федеральний уряд має представити пропозицію, яка стосується питань демократії та справедливості для корінних груп
3. Уряд повинен звільнити політичних в'язнів за те, що вони «сапатисти» (про що було домовлено під час підписання Законів про діалог і примирення 11 березня 1995 року EZLN і Федеральним урядом)
4. Треба припинити війну, розпочату урядом Чіапасу. Воєнізовані угруповання в північних частинах Чьяпаса мають бути роззброєні.
5. Має бути урядова делегація, яка може допомогти вирішити конфлікт із повною повагою до сапатистського посередницького органу.[1]

Після завершення переговорів між EZLN і федеральним урядом Мексики COCOPA (контрольний орган федерального Конгресу, який відповідає за нагляд за переговорами між двома групами) шукав більш справедливий і вигідний спосіб знайти вирішення розбіжностей. COCOPA почала намагатися перетворити оригінальні Сан-Андресські угоди (тільки ті, що стосуються корінних народів) у законодавство. Ініціатива COCOPA була представлена федеральному уряду Мексики та EZLN у листопаді 1996 року. EZLN погодився з умовами, представленими в ініціативі, і підписав пропозицію 29 листопада. Через кілька днів федеральний уряд Мексики відхилив цю ініціативу, незважаючи на те, що пропозиція була створена офіційними особами всередині уряду (лідерами COCOPA).
Федеральний уряд Мексики направив зустрічну ініціативу. Здебільшого уряд повністю змінив основні принципи, представлені в початкових Сан-Андресських угодах. EZLN відмовився її підписувати. Сапатисти стверджували, що федеральний уряд зробив корінне населення виглядом «нецивілізованого, дуже мало зацікавленого в діалозі». Тоді федеральний уряд розпочав медійну кампанію проти EZLN. Уряд Мексики оголосив громадянам Чьяпаса, що вони виконали зобов'язання, обіцяні в оригінальних Сан-Андресських мирних угодах.
CONAI критично порівняв контрпропозицію мексиканського уряду з тим, що було спочатку обіцяно в Сан-Андресських угодах. За словами представників CONAI, «президентська пропозиція щодо прав і культури корінного населення не відповідає тому, що було погоджено в Сан-Андресі». CONAI прокоментував, що зустрічна пропозиція обмежує реалізацію прав індіанців у їхніх громадах, зазначив, що Конституція «надає» права корінним народам замість їх визнання, не визнає права юрисдикції корінних народів, не визнає у корінних народів права на свою територію і не визнавали права корінних народів вирішувати порядок обрання власних посадових осіб.
Також знову з'явилися воєнізовані групи, а агресія проти сапатистів зросла. Воєнізоване угруповання знайшло притулок, зокрема, у губернатора Чіапасу Хуана Сабінеса.
У 2000 році Вісенте Фокс, лідер Партії національної дії, був обраний президентом. Він пообіцяв відновити мирний процес і переговори з корінним населенням. Обрання Фокса вселило серед корінного населення нову надію, що переговори можливі.
У період між березнем та квітнем 2001 року, керівники EZLN відправилися в подорож з Чьяпаса через численні штати Мексики, спрямовуючи свої зусилля на захист прав корінних народів. EZLN наголошували на необхідності відновлення мирних переговорів, виведення мексиканської армії з семи ключових баз у Чіапасі, звільнення усіх ув'язнених членів EZLN та прийняття закону, що відповідає ініціативі COCOPA, яка б включала оригінальні угоди Сан-Андреса.
Колишній президент Мексики Вісенте Фокс закрив сім військових баз і звільнив усіх, крім дев'яти політичних в'язнів-сапатистів. Однак він відмовився задовольнити вимогу сапатистів виконати Сан-Андресські угоди без змін.
Замість того, щоб офіційно визнати автономію корінного населення в мексиканській конституції, Конгрес прийняв «закон про корінне населення», який дозволяв місцевим штатам вибирати, визнавати чи ні автономію корінного населення. Цей закон зустрів сильний опір з боку державних чиновників, релігійних лідерів, багатьох груп корінного населення та EZLN. Лідер сапатистів Субкоманданте Маркос прокоментував, що назву законопроекту про «права корінного населення» було б краще назвати «Конституційне визнання прав і культури землевласників і расистів».
Після того, як Сенат ухвалив реформу 25 квітня 2001 року, було подано приблизно 300 конституційних скарг на цей закон. Вони стверджують, що закон не визнає права корінних народів як суб'єктів права, а також не гарантує право корінних громад на використання власних природних ресурсів.
У 2015 році губернатор штату Чіапас Мануель Веласко Коельо зазначив, що домовленості необхідно дотримуватися і що вони повинні бути закріплені у Федеральній конституції.